# 汽車世界
汽車世界（AutoWorld）是比利時首都布魯塞爾市中心的一座舊式汽車博物館，位於五十週年紀念公園的南大廳。

## 历史
汽車世界收藏有自19世紀晚期開始至1970年代歐洲和美國的350輛舊式汽車，包括Minervas公司生產的汽車。也收藏有比利時王室的專用車。

## 画廊

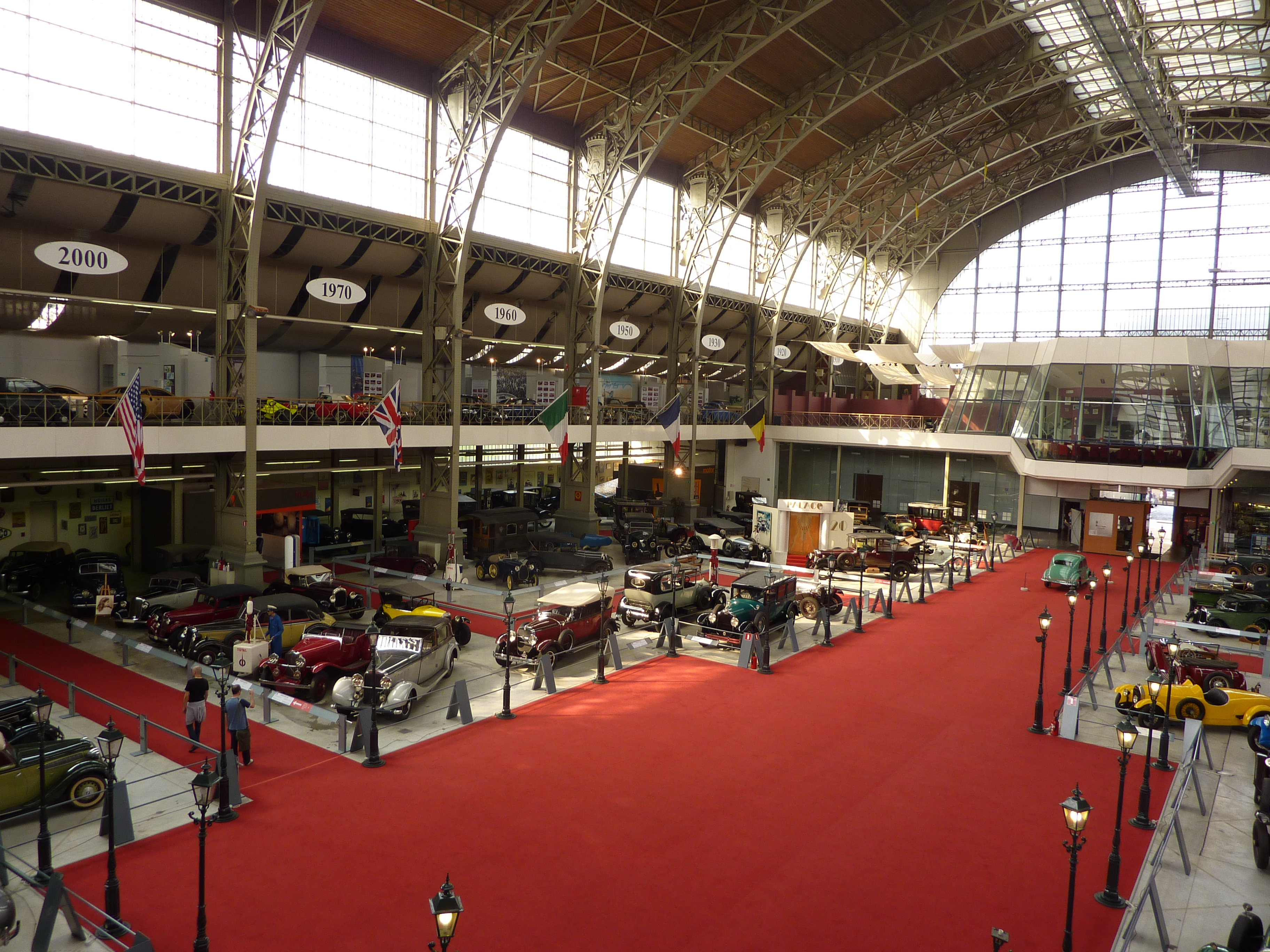
博物馆内部
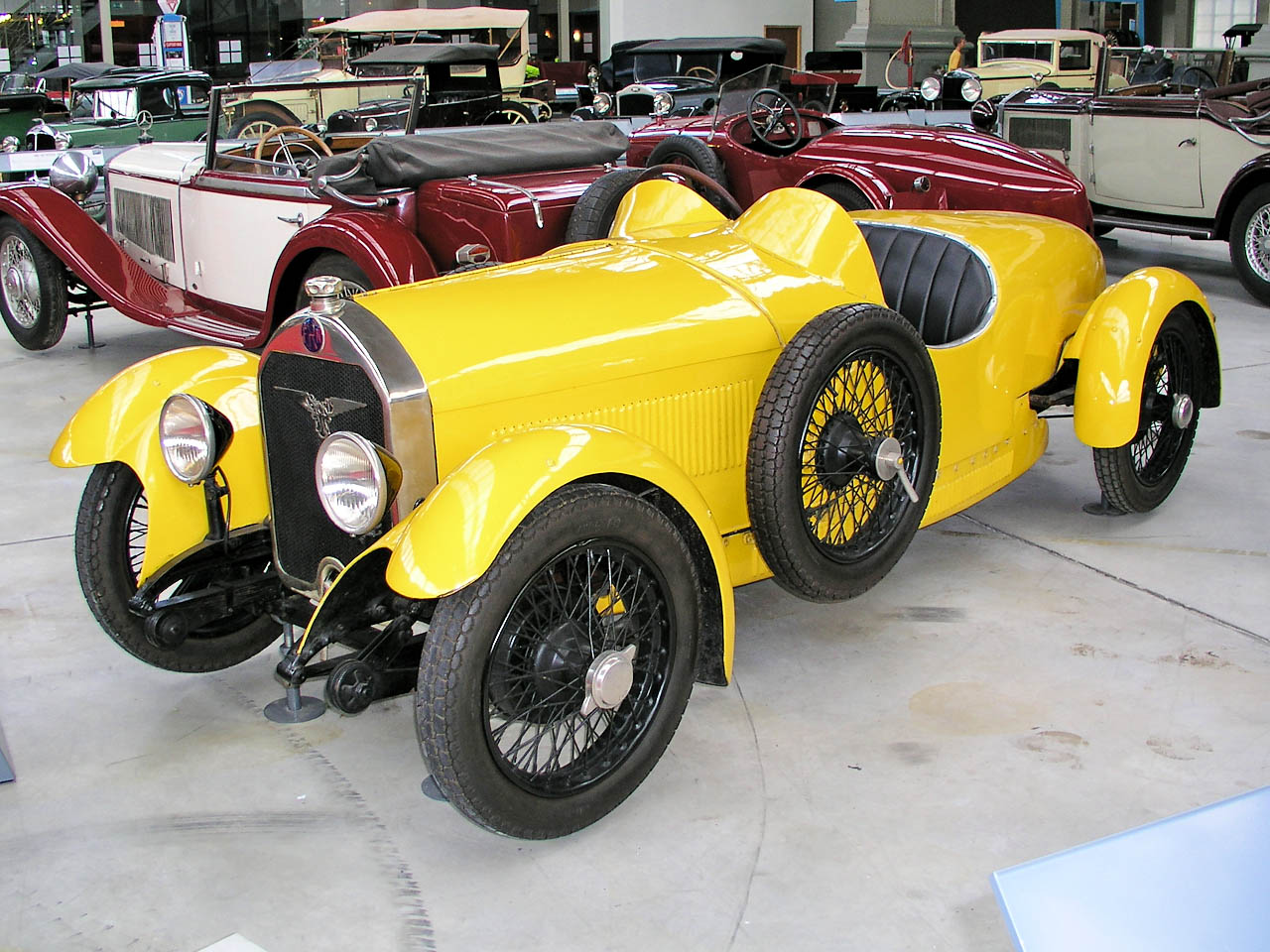
比利时赫尔斯塔尔国营工厂 1300运动系列 (1925)
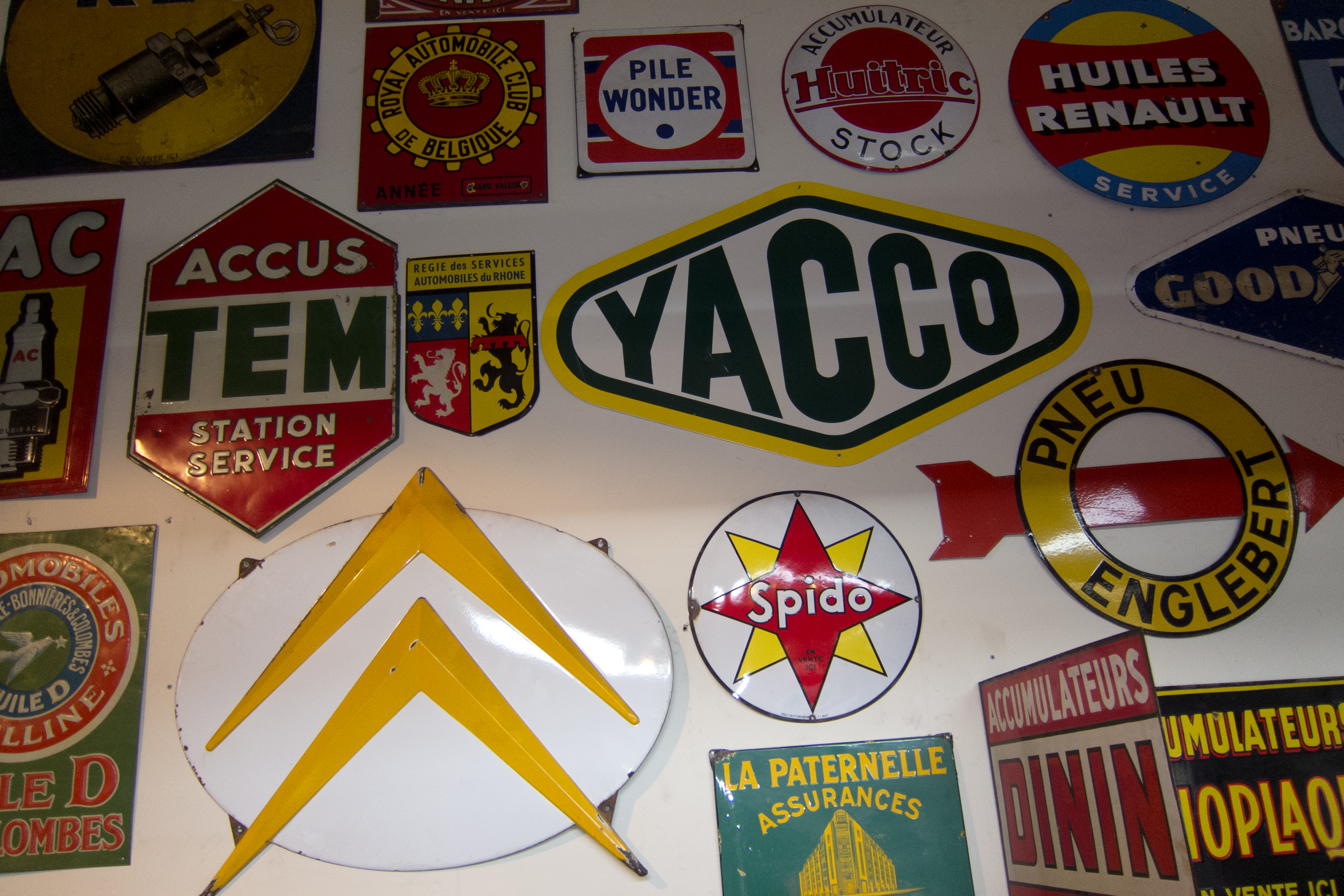
历史路标
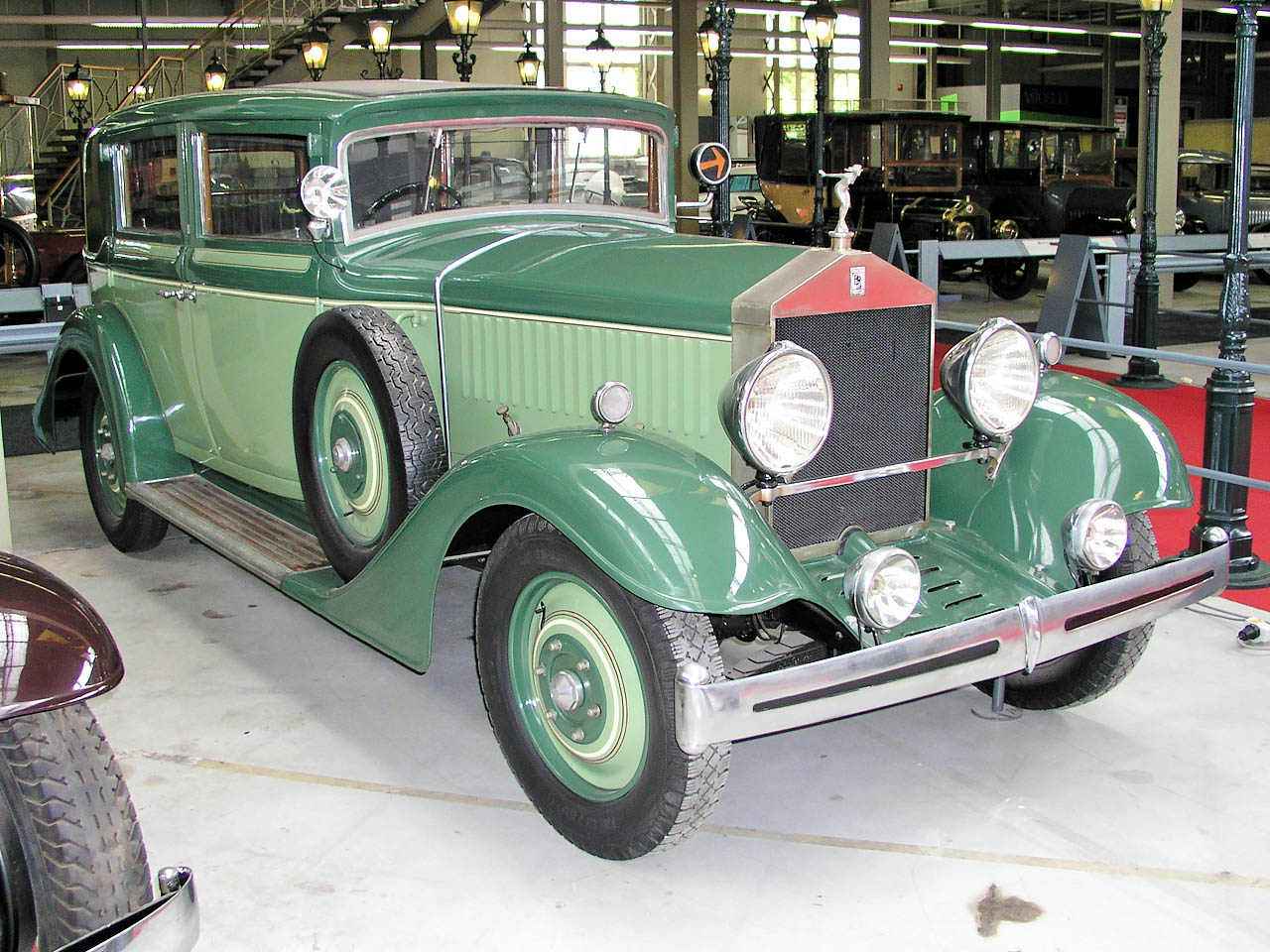
Belga Rise 8C (1934)
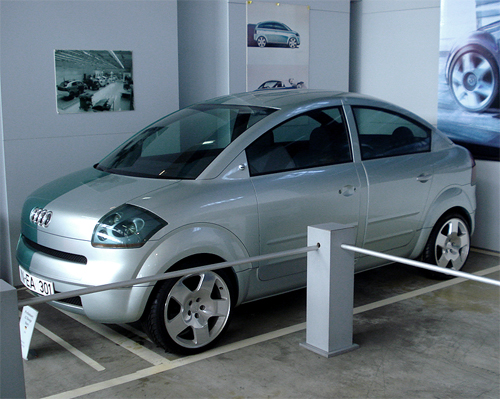
奥迪A2原型

## 外部連結
- 官网 （页面存档备份，存于）